# Голобородько Ярослав Юрійович
Яросла́в Ю́рійович Голоборо́дько (нар. 27 вересня 1961 року, Херсон) — філолог, педагог, літературознавець, літературний критик, доктор філологічних наук (1997), професор (2001), член АУП (2000). Син Юрія та Євдокії, брат Костянтина, онук Костянтина Йосиповича Голобородьків. 

## Біографічні дані
Народився 27 вересня 1961 року в Херсоні.
З 1982 по 1988 рік працював учителем в середніх школах с. Березова Лука та с. Олександрівка Херсонської області. У 1990 закінчив аспірантуру в Київському державному педагогічному інституті іноземних мов. І в тому ж році достроково захистив кандидатську дисертацію.
У 1982 році закінчив Херсонський педагогічний інститут, де з 1989 викладав: з 1998 по 2000 — завідувач кафедри українознавства і методики української літератури, з 2000 по 2002 — завідувач кафедри української літератури. З 2002 року працює у Херсонському економічно-правовому інституті: професор, з 2004 по 2005 — завідувач кафедри гуманітар. дисциплін, з 2005 — перший проректор. Водночас з 1997 року — завідувач кафедри українознавства Південноукраїнського регіонального інституту післядипломної освіти педагогічних кадрів у Херсоні.
Також викладає літературознавчі та мовознавчі мдисципліни в Горлівському інституті іноземних мов.

## Наукова робота
Досліджує питання української драматургії, зокрема театр і літературу другої половини 19—20 сторіч, проблеми української літератури на межі 20—21 сторіч. Запропонував концепцію «таврієзнавства». Співавтор (разом з письменником і журналістом А. Марущаком) і ведучий телевізійного науково-мистецького циклу передач «Літературна скарбниця Таврійського краю» (1992, Херсонська обласна телерадіокомпанія); співавтор відеофільмів «Куліш і Таврія», «Куліш і Україна» (обидва — 1997).
Автор понад 700 наукових, навчально-методичних та літературно-критичних праць. Укладач збірки наукових праць «Філологічний аналіз: теорія, методика, практика» (1992—1996).

### Основні праці
За ЕСУ:
- Художньо-естетична цивілізація Миколи Куліша. — 1997;
- Полюси інтелектуальної Таврії: Сучасні акценти таврієзнавства. — 2000;
- Світ таврійських письменників. Імена, долі, твори: підруч.-хрестоматія. — 2001;
- Письменники і Херсон. — 2003;
- Дискурс серця і буття. — 2003 (усі — Херсон);
- Микола Куліш: Сучас. погляд: навч. посіб. — Х., 2004;
- Апокатастасис «Господніх зерен». — Х., 2005;
- Поетична меритократія: В. Герасим’юк, І. Римарук, Т. Федюк. — К., 2005[2].

## Нагороди та відзнаки
- Почесна грамота Міністерства освіти і науки України (1998, 2004);
- Лауреат премії журналу «Сучасність» і Ліги українських меценатів (2005)[1];
- Лауреат літературної премії НСПУ та Інституту літератури ім. Т.Г.Шевченка НАНУ ім. О. Білецького (2011)[4].